# Armadillo solumcolus
Armadillo solumcolus is een pissebed uit de familie Armadillidae. De wetenschappelijke naam van de soort is voor het eerst geldig gepubliceerd in 1982 door Schultz.